# Kurhausbad (Bad Kissingen)

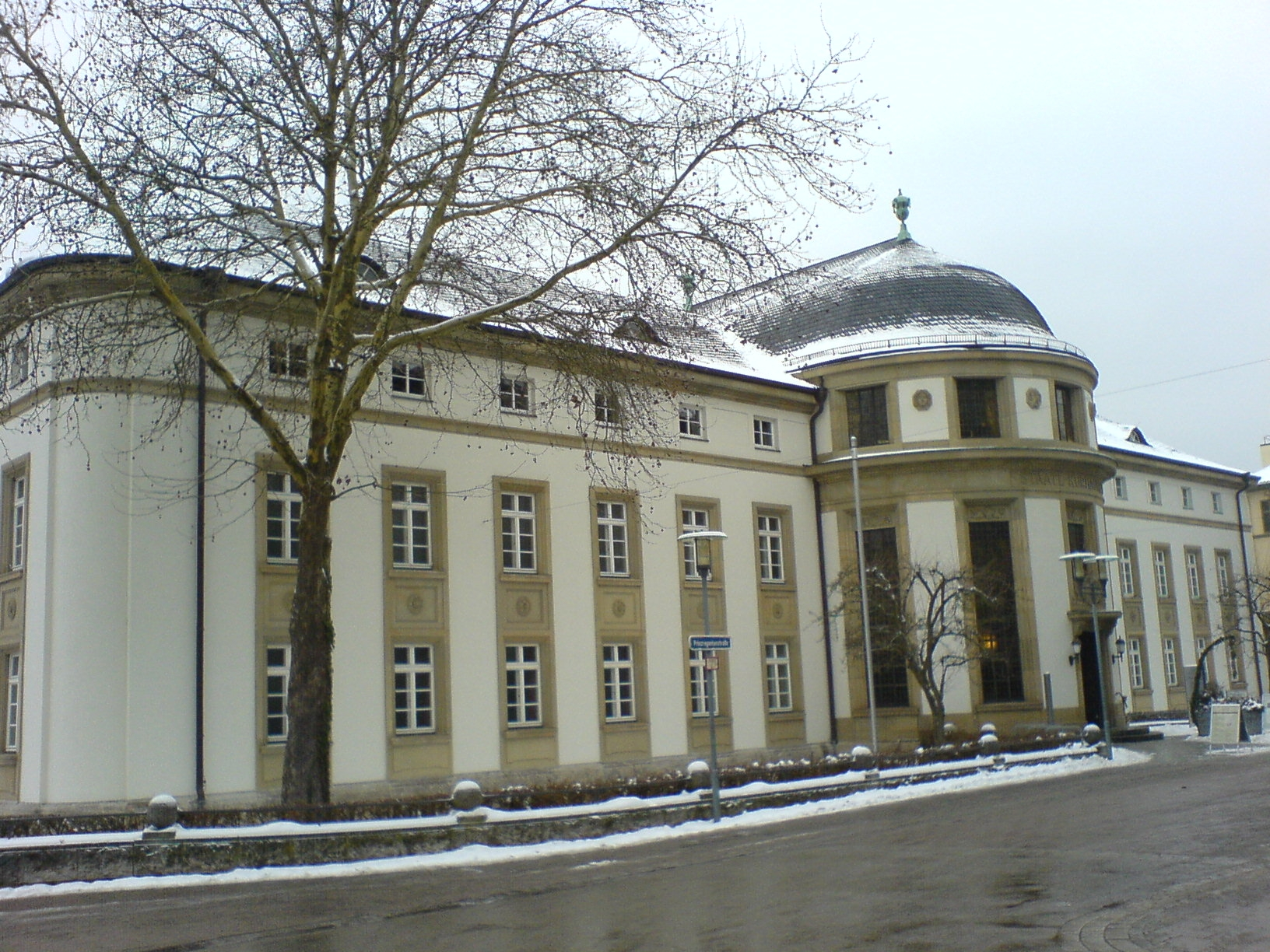
Kurhausbad in Bad Kissingen

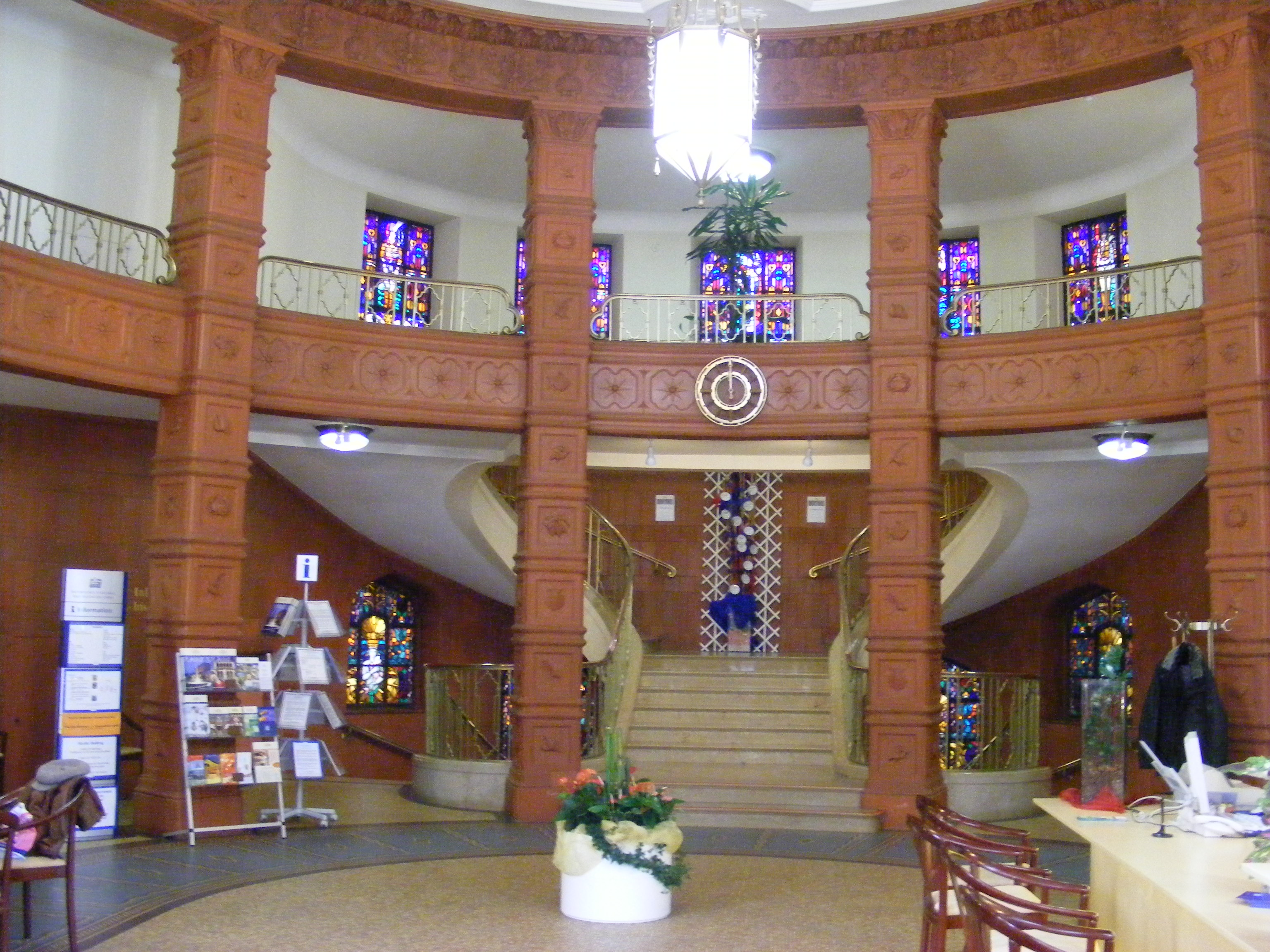
Foyer im Kurhausbad

Das Staatliche Kurhausbad ist das zentral in der Innenstadt gelegene Kurmittelhaus des bayerischen Staatsbades Bad Kissingen. Es war 1927 das größte seiner Art in Europa und steht heute unter Denkmalschutz.

## Geschichte
Das Staatliche Kurhausbad (Prinzregentenstraße 6, Flurnummer 414) wurde ab 1925 nach Plänen des Architekten Max Littmann als dreigeschossiger Dreiflügelbau in klassizistischem Baustil errichtet und am 1. Mai 1927 in Betrieb genommen. Vorgänger war seit 1855 ein „Königliches Kurhausbad“ mit 16 Badekabinen und zwei modernen „Douche-Maschinen“. Littmann hatte im Staatsbad zuvor schon u. a. den Arkadenbau u. a. um die Brunnen- und Wandelhalle, den Regentenbau ergänzt und das Kurtheater Bad Kissingen im Auftrag der bayerischen Krone gebaut. Das Kurmittelhaus, das damals mit über 100 Badekabinen das größte in Europa war, ist Eigentum des Freistaates Bayern.
Als architektonische Besonderheiten sind heute noch im Treppenhaus die bleiverglasten Fenster erhalten, im Foyer die rötliche Terrakotta-Verkleidung mit dem Gedicht des Bad Kissinger Kurgastes Joseph Victor von Scheffel und die Innenwände aus Nymphenburger Porzellan. Eine weitere Besonderheit ist das Römisch-Irische Dampfbad, dessen Warm- und Heißlufträume mit Schmuckfliesen von Villeroy & Boch aus dem Jahr 1927 ausgekleidet sind.
Aufgrund sinkender Nachfrage wurden schon vor Jahren die beiden Obergeschosse des Nordflügels stillgelegt und 2002 der Südflügel zur Umnutzung als Hotelzimmer an das angrenzende Steigenberger Kurhaushotel verpachtet, das allerdings im Oktober 2010 geschlossen wurde. Das Kurhausbad wurde im Oktober 2014 geschlossen. Der Freistaat Bayern plant eine Umnutzung als Verwaltungssitz nach Abschluss der Sanierungsarbeiten.